# Giro de Lombardía 1928
El Giro de Lombardía 1928 fue la 24ª edición del Giro de Lombardía. Esta carrera ciclista organizada por La Gazzetta dello Sport se disputó el 3 de noviembre de 1928 con salida y llegada a Milán después de un recorrido de 248 km.
El ganador por tercera ocasión fue Belloni que se impuso ante sus compatriotas Allegro Grandi (Bianchi-Pirelli) y Pietro Fossati (Maino-Dunlop).
Binda llega segundo pero es desclasificado por cambiar una rueda sin motivo.

## Clasificación general
| Posición | Ciclista            | Equipo          | Tiempo     |
| -------- | ------------------- | --------------- | ---------- |
| 1        | Gaetano Belloni     | Wolsit-Pirelli  | 8h 59' 00" |
| 2        | Allegro Grandi      | Bianchi-Pirelli | m. t.      |
| 3        | Pietro Fossati      | Maino-Dunlop    | m. t.      |
| 4        | Ambrogio Beretta    | Legnano-Torpedo | m. t.      |
| 5        | Alessandro Catalani | Wolsit-Pirelli  | + 1' 10"   |
| 6        | Leonida Frascarelli | Individual      | + 2' 05"   |
| 7        | Mario Bianchi       | Individual      | + 6' 00"   |
| 8        | Alfonso Piccin      | Bianchi-Pirelli | m. t.      |
| 9        | Angelo Rinaldi      | Maino-Dunlop    | + 11' 00"  |
| 10       | Francesco Oliveri   | Individual      | m. t.      |